# Ready for the World
Ready for the World es una banda estadounidense de R&B de Flint, Míchigan, fundada por Melvin Riley y Gordon Strozierque. Obtuvo varios éxitos pop, soul y dance a mediados y finales de la década de 1980, entre ellos "Oh Sheila" que alcanzó el número 1 en la Billboard Hot 100 en 1985 y "Love You Down" que llegó al número 1 en la Hot Black Singles en 1986.

## Discografía[4]

### Álbumes
- Ready for the World - 1985
- Long Time Coming - 1986
- Ruff N' Ready - 1988
- Straight Down to Business - 1991
- Oh Sheila! Ready for the World's Greatest Hits - 1993
- Freak the World - 1996
- The Best Of Ready For The World - 2002
- She Said She Wants Some - 2004

### Sencillos
- "Tonight" - 1984
- "Deep Inside Your Love" - 1985
- "Oh Sheila" - 1985
- "Digital Display" - 1985
- "Slide Over" - 1986
- "Ceramic Girl" - 1986
- "Love You Down" - 1986
- "Mary Goes 'Round" - 1987
- "Long Time Coming" - 1987
- "Here I Am" - 1987
- "My Girly" - 1988
- "Gently" - 1988
- "Shame" - 1989
- "Cowboy" - 1989
- "Straight Down to Business" - 1991
- "Can He Do It (Like This, Can He Do It Like That)" - 1991